# Изгоняющий дьявола
«Изгоняющий дьявола» (англ. The Exorcist — «Экзорцист») — американский фильм ужасов 1973 года, поставленный режиссёром Уильямом Фридкином по роману Уильяма Питера Блэтти «Экзорцист» (1971). На написание романа Уильяма Блэтти вдохновил случай, произошедший в пригороде Сент-Луиса (штат Миссури) в 1949 году, когда католический священник Раймонд Дж. Бишоп изгонял беса из мальчика, якобы ставшего одержимым после использования спиритической доски. Блэтти выступил в качестве продюсера и сценариста картины. Техническим консультантом выступил священник Джон Никола — автор монографии «Одержимость дьяволом и экзорцизм». Главные роли исполнили Макс фон Сюдов, Эллен Бёрстин, Джейсон Миллер, Линда Блэр и Ли Джей Кобб.
Несмотря на статус бестселлера книги, у создателей возникли трудности с подбором актёров. Получив отказ от главных звёзд Голливуда (Джейн Фонда, Одри Хепбёрн, Энн Бэнкрофт; Ширли Маклейн была отвергнута студией) они остановились на малоизвестной Эллен Бёрстин, а также на незнакомых публике Линде Блэр и Джейсоне Миллере, авторе популярной пьесы без опыта работы в кино; кастинг был решительно отвергнут руководителями студии Warner Brothers. На этом трудности не закончились — бо́льшая часть съёмочной площадки была уничтожена во время пожара, а Блэр и Бёрстин получали травмы в результате несчастных случаев. В конечном счёте производство заняло вдвое больше времени, чем планировалось, и обошлось более чем в два раза дороже первоначального бюджета.
Фильм был выпущен в 24 кинотеатрах США и Канады в конце декабря 1973 года. Несмотря на первоначальные неоднозначные критические отзывы, аудитория массово ходила на фильм, ожидая в длинных очередях в зимнюю погоду, многие не единожды ходили на сеанс. Некоторые зрители страдали от неблагоприятных физических реакций, обмороков или рвоты во время просмотра сцен, в которых главная героиня проходит реалистичную церебральную ангиографию, а позднее яростно мастурбирует распятием. Сообщалось о сердечных приступах и выкидышах; психиатрический журнал опубликовал статью о «кинематографическом неврозе», спровоцированном фильмом. Из-за доступа несовершеннолетних к фильму рейтинговый совет MPAA столкнулся с обвинениями в свой адрес по причине того, что он пошёл навстречу студии и присвоил фильму рейтинг R вместо X, дабы обеспечить коммерческий успех картине. В нескольких городах предпринимались попытки полностью запретить его или не давать посещать несовершеннолетним. В СССР из-за цензуры фильм вышел только в 1988 году без дубляжа с одноголосой закадровой озвучкой в переводе от студии «Мосфильм».
Дискуссия, развернувшаяся вокруг «Изгоняющего дьявола», которая также касалась его отношения к католицизму, помогла ему стать первым хоррором, номинированным на премию «Оскар» в категории «лучший фильм». В общей сложности он номинировался на 10 премий и получил 2 статуэтки — за лучший адаптированный сценарий и лучший звук. «Изгоняющий дьявола», окупившись более чем в 30 раз, на протяжении 44 лет имел статус самого кассового хоррора с рейтингом R без учёта инфляции до выхода фильма «Оно» в 2017 году. В 2000 году был выпущен другой вариант фильма, известный как «Версия, которую вы никогда не видели» или «Расширенная режиссёрская версия» с изменениями и дополнениями.
«Изгоняющий дьявола» получил культовый статус, оказав значительное влияние на жанр и получив признание критиков; в нескольких публикациях он был назван одним из величайших когда-либо снятых фильмов ужасов. Английский кинокритик Марк Кермод назвал его своим «любимым фильмом всех времён». На протяжении многих лет картина находилась в списке 250 лучших фильмов в истории по версии IMDb. По версии Американского института кино картина занимает 3-е и 9-е место в списках «100 остросюжетных фильмов» и «100 героев и злодеев» (Риган Макнил) соответственно. В 2010 году внесён в Национальный реестр фильмов, имеющих «культурное, историческое или эстетическое значение».
Колоссальный успех фильма привёл к запуску франшизы, по состоянию на 2023 год состоящей из шести фильмов, а также одноимённого телесериала 2016 года.

## Сюжет
Пожилой католический священник Ланкастер Меррин ведёт раскопки в Хатре около Ниневии на севере Ирака. Предупреждённый коллегой, он находит голову демона Пазузу. Перед отъездом, приняв маленькую белую таблетку, Меррин видит возвышающуюся над ним статую демона — предзнаменование, предупреждающее о надвигающейся угрозе.
Вашингтон, район Джорджтаун. Актриса Крис Макнил живёт на съемочной площадке со своей 12-летней дочерью Риган и играет главную роль в фильме, снимаемом её другом Бёрком Деннингсом. За это время в доме начинают происходить странности, например, шуршания на чердаке без источника шума. После игры со спиритической доской и контактом с якобы воображаемым другом, которого она называет капитаном Хоуди, в доме наблюдается активность, похожая на полтергейста. Макнил с дочерью обращаются к врачам, но те не обнаруживают никаких аномалий и не в состоянии поставить диагноз. Доктор считает, что Риган впала в депрессию из-за редкого общения с отцом, и сообщает Крис, что никогда не матерящаяся девочка грязно выругалась на него.
Крис устраивает вечеринку, во время которой Риган спускается вниз без предупреждения, говорит одному из гостей — космонавту — «Вы сдохнете», после чего мочится на пол. Позже той ночью кровать Риган начинает сильно трястись и левитировать. В это время у священника-иезуита Дэмиена Карраса в психиатрической больнице при Джорджтаунском университете умирает мать Мэри, тот винит в её смерти себя и, видя кошмар, в котором тщетно пытается догнать уходящую в метро покойницу, ещё больше сомневается в своей вере.
Доктора, подозревая поражение мозга, делают девочке укол успокоительного, во время которого та ругается и плюёт доктору в лицо. Риган проводят церебральную ангиографию, но рентгеновские снимки не выявляют никаких патологий. Когда девочка возвращается домой, у неё начинаются непроизвольные судорожные телодвижения, после чего она рычит, закатывает глаза и начинает говорить мужским голосом с прибывшим докторами, и, грязно ругаясь, с силой откидывает одного из них. Врачи рассматривают вариант с раздвоением личности.
Однажды ночью, когда Крис нет дома, за Риган, находящейся под сильным успокаивающим действием, присматривает её подруга Шэрон Спенсер. Ненадолго отлучившись, она оставляет с девочкой Бёрка. Вернувшаяся Крис видит нараспашку распахнутое окно в комнате, в которой царит необычайный холод, после чего узнаёт о смерти режиссёра, выпавшего из окна, и видит дочь, сбегающую по лестнице по паучьи вверх головой, изо её рта течёт кровь. Одержимая девочка накидывается на прибывшего в дом психиатра. Хотя предполагается, что смерть Бёрка, злоупотреблявшего алкоголем, была несчастным случаем, дело расследует лейтенант Уильям Киндерман, сотрудник убойного отдела, консультирующийся с отцом Каррасом.
Во время совещания врачи, считая, что аберрации Риган в основном имеют психологическое происхождение, после отказа Крис положить дочь в психиатрическую больницу рекомендуют провести ритуал экзорцизма. Детектив, пытающийся связать убийство с недавним осквернением статуи девы Марии, находит статуэтку, вылепленную Риган, у места смерти Бёрка, поднимается по высокой лестнице, на которую выходит окно спальни Риган, и опрашивает Крис, чуть ранее обнаружившей под подушкой дочери распятие. Киндерман предполагает, что Бёрка убил сильный мужчина, после чего выбросил тело из окна. Сразу после его ухода Риган начинает телепатически метать вещи по комнате. Дав матери пощёчину, отбросившую ту к стене, она блокирует дверь, чем ужасно пугает Крис.
Крис устраивает встречу с Каррасом, который, не желая участвовать в духовных занятиях, соглашается хотя бы поговорить с девочкой. Когда они встречаются лицом к лицу, Риган, привязанная к постели, называет себя дьяволом, они проверяют друг друга на смекалку. Каррас спрашивает девичью фамилию своей матери, о которой заговорил демон, тот в ответ блюёт на него зелёной жижей. Дэмиен скептически относится к идее, что происходит что-то сверхъестественное и считает, что девочка сошла с ума вследствие психоза, до тех пор, пока та во время второй встречи не начинает говорить на странном языке, являющимся перевёрнутым английским, после того, как он брызжет на неё водой из-под крана, сказав, что та освящена. Крис, оказавшаяся в тупике, со слезами на глазах признается священнику, что её дочь убила Деннингса, и умоляет его найти решение. На следующий день Шерон тайно показывает Каррасу, как на животе Риган появляются шрамы с надписью «Помогите мне», убеждая его, что та действительно одержима демоном. Он умоляет Церковь позволить ему провести обряд экзорцизма, та призывает к этому отца Меррина, у которого уже был подобный опыт в Африке двенадцатилетней давности, длившийся несколько месяцев и чуть не убивший его. Отцу Каррасу позволяют быть помощником. Готовясь, Меррин предупреждает коллегу о том, что демон будет морочить им голову, смешивая ложь с правдой, поэтому с ним нельзя вступать в контакт.
Ритуал начинается чтением молитвы, во время которой Риган совершает серию ужасающих и вульгарных действий — исторгает зелёную жижу, закатывает глаза, дёргает языком, грязно ругается, кричит, дёргается, лает, шатает и поднимает кровать, метает вещи, стучит шкафчиками, злорадно смеётся, лопает штукатурку на потолке, проворачивает голову на 360 градусов, левитирует. Они пытаются изгнать демона, повторяя «Сила Христа изгоняет тебя!», но дух закапывается вглубь. На мгновение на фоне дёргающейся девочки виднеется статуя Пазузу. Риган впадает в кому. Демон сосредотачивается на Каррасе, чувствуя его вину из-за смерти матери, тот слабеет, слыша, как тот говорит её голосом. Его заменяет Меррин, принявший белую таблетку и продолжающий обряд в одиночку. Собравшись с силами, Каррас входит в комнату и обнаруживает, что Меррин умер от сердечного приступа. Риган хихикает, пока он пытается тщетно реанимировать святого отца, разъяренный Дэмиен хватает одержимую, бросает её на землю и начинает избивать. По требованию Карраса демон покидает тело Риган и овладевает им. В момент просветления он выбрасывается из окна, дабы не навредить девочке, и кубарем летит по каменным ступеням. Отец Дайер (Уильям О’Мэлли), друг Карраса, появляется на месте происшествия вместе с нарядом полиции во главе с Киндерманом и исповедует погибающего коллегу.
Несколько дней спустя Риган, вернувшаяся к нормальному состоянию, готовится с матерью к отъезду в Лос-Анджелес. Девочка, не помнящая о своей одержимости, видя колоратку Дайера, целует его в щёку. Когда машина уезжает, Крис говорит водителю остановиться, и отдаёт тому медальон, принадлежащий Каррасу. После их отъезда священник останавливается на вершине лестницы, рядом с которой виднеется заколоченное окно, после чего уходит.
Режиссёрская концовка
Когда Крис отдаёт медальон Карраса Дайеру, тот возвращает его ей в руку и говорит оставить себе. После того, как мать и дочь уезжают, святой отец останавливается на вершине каменной лестницы, прежде чем уйти и встретить Киндермана, который не заметил отъезда Крис и Риган. Лейтенант предлагает священнику сходить в кино на завтрашний сеанс, после чего приглашает пообедать.

## В ролях
| Актёр                | Роль                                           |
| -------------------- | ---------------------------------------------- |
| Эллен Бёрстин        | Крис Макнил                                    |
| Джейсон Миллер       | отец Дэмиен Каррас                             |
| Линда Блэр           | Риган Макнил, одержимая дочь Крис              |
| Ли Джей Кобб         | лейтенант Уильям Ф. Киндерман                  |
| Макс фон Сюдов       | отец Ланкестер Меррин                          |
| Мерседес Маккэмбридж | голос Пазузу                                   |
| Китти Уинн           | Шэрон Спенсер, подруга Крис                    |
| Джек Макгоуран       | Бёрк Деннингс, режиссёр, друг Крис             |
| Уилльям О'Мейли      | отец Джозеф Дайер, друг Дэмиена                |
| Артур Сторч          | психиатр                                       |
| Василики Маляру      | Мэри Каррас, мать Дэмиена                      |
| Айлин Диц            | лицо Пазузу/Риган Макнил (в титрах не указана) |
| Титос Вандис         | дядя отца Карраса                              |

## Съёмки
Съёмки длились практически год — с 14 августа 1972 по 20 июля 1973.

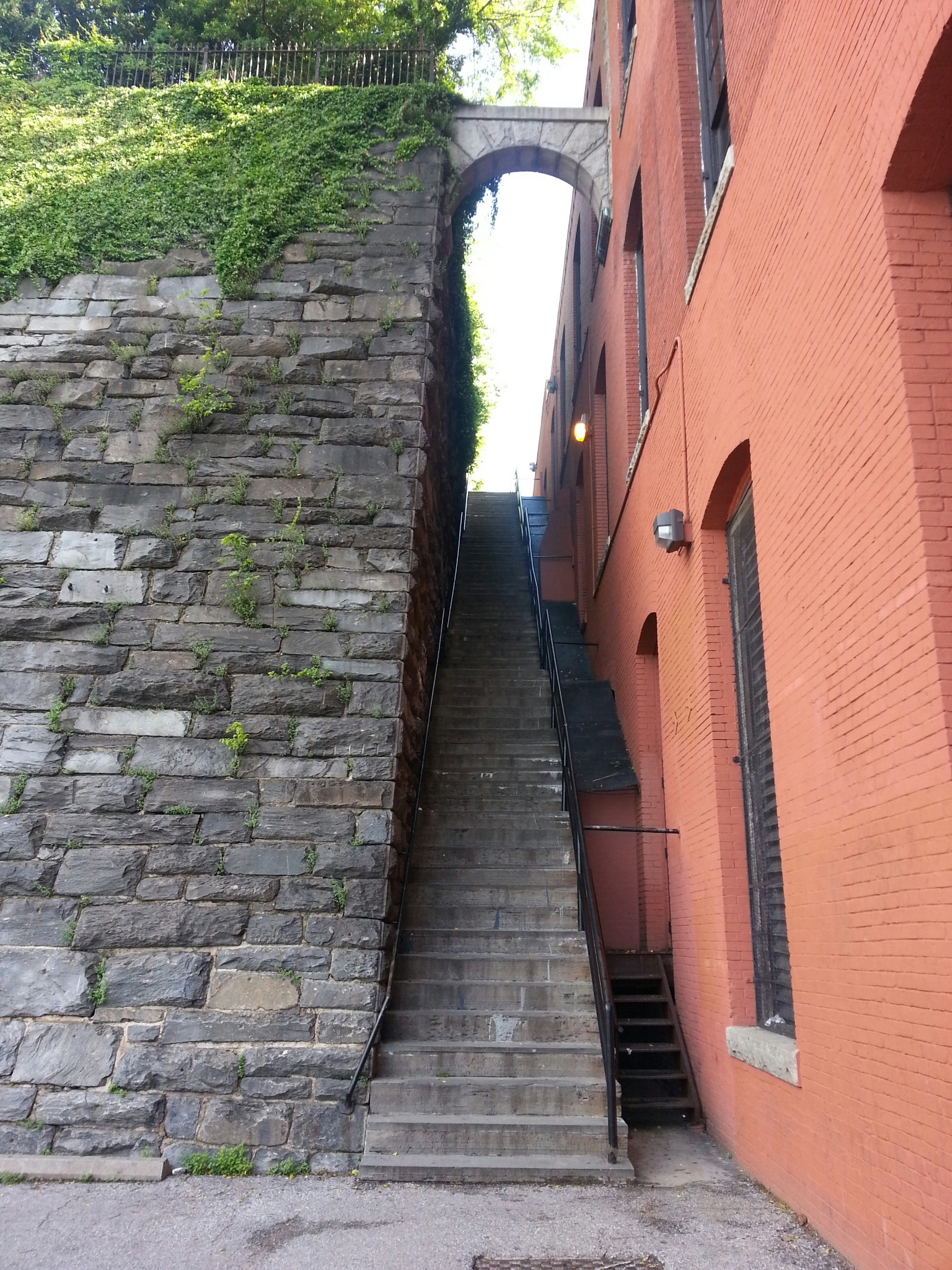
«Лестница Экзорциста» в Джорджтауне

Ступени, с которых падает отец Каррас находятся на Эм Стрит (M Street) в Вашингтоне. Спальня, в которой происходит основное действие, была оборудована в павильоне студии 20th Century Fox в западной части Манхэттена. Здесь же построили и интерьеры двухэтажного дома. В соседнем помещении разместили всевозможную технику и кондиционеры стоимостью 50 тысяч долларов, способные охладить воздух до нуля градусов, чтобы из рта присутствующих шёл настоящий пар. Вся комната раскачивалась и дрожала, в то время как наружный фон оставался неподвижным.
Фридкину и Блэтти удалось заполучить всех исполнителей, которых они мечтали видеть в своём фильме: Эллен Бёрстин (мать Риган), Макс фон Сюдов (священник-археолог), Ли Джей Кобб (лейтенант полиции), Джейсон Миллер (отец Каррас). На роль Карраса, однако, первоначально рассматривался Джек Николсон, отказавшийся от роли после проб. Главная проблема состояла в выборе актрисы на роль главной героини. На студии побывало около тысячи девочек, но ни одна не понравилась продюсерам. Тогда к кастингу подключился Фридкин, но и это ни к чему не привело. Героиня, считал режиссёр, должна быть сильной личностью с крепкой психикой и быть не старше двенадцати лет. «Нам не подходила красотка вроде юной Элизабет Тейлор, не годился на эту роль и какой-нибудь вундеркинд. Нужна была девочка, гармонично развитая умственно и физически». Когда список сузился до двенадцати претенденток, Фридкин попросил их матерей прочитать роман вместе с девочками, чтобы те потом смогли без затруднений обсудить содержание. После этого многие сами отказались от участия в съёмках. «С оставшимися, — говорит Фридкин, — я беседовал о книге, и, признаться, меня поразила их сообразительность. Дети изменились с тех пор, как я сам был мальчишкой. Из всех Линда Блэр оказалась наименее смущённой трудностью задачи и глубже других её понимала. Мы убедились, что эта роль не принесёт ей вреда». Но, несмотря на последнее обстоятельство, Блэтти настоял, чтобы девочка прошла медицинское обследование, и только после этого она была допущена к съёмкам.
Эллен Бёрстин повредила позвоночник в сцене, когда Риган с силой отбрасывает Крис в сторону. На ней был закреплён трос, за который по команде режиссёра должен был дернуть статист. В одном из дублей статист дернул так сильно, что актриса ударилась о пол и закричала от боли в копчике. Фридкин сразу же навел на неё камеру и завершил сцену эффектным крупным планом.

## Прокат
Фильм «Изгоняющий дьявола» компания Warner Bros. выпустила под Рождество 1973 года, по кассовым сборам он занял первое место, потеснив «Крёстного отца», завоевал два «Оскара» — в номинациях «Лучший адаптированный сценарий» и «Лучший звук», а при переиздании в 2000 году собрал в кинопрокате США 39 миллионов 661 тысячу долларов.

## Награды
- 1974 — 4 премии «Золотой глобус»:
- Лучший фильм (драма)
- Лучший режиссёр (Уильям Фридкин)
- Лучшая женская роль второго плана (Линда Блэр)
- Лучший сценарий (Уильям Питер Блэтти)
- 1974 — 2 премии «Оскар»:
- Лучший адаптированный сценарий (Уильям Питер Блэтти)
- Лучший звук (Роберт Кнадсон, Кристофер Ньюман)
- 1974 — премия «Грэмми» (Майк Олдфилд (использовалась начальная тема из его инструментального альбома Tubular Bells[18][19]))
- 1975 — 4 премии «Золотой свиток» («Сатурн»):
- Лучший фильм ужасов
- Лучший сценарий (Уильям Питер Блэтти)
- Лучший грим (Дик Смит)
- Лучшие спецэффекты (Марсель Веркутр)

### Номинации
- 1974 — «Золотой глобус»:
- Лучшая женская роль (драма) (Эллен Бёрстин)
- Лучшая мужская роль второго плана (Макс фон Сюдов)
- Лучший дебют актрисы (Линда Блэр)
- 1974 — «Оскар»:
- Лучший фильм (Уильям Питер Блэтти)
- Лучший режиссёр (Уильям Фридкин)
- Лучшая женская роль (Эллен Бёрстин)
- Лучшая мужская роль второго плана (Джейсон Миллер)
- Лучшая женская роль второго плана (Линда Блэр)
- Лучший монтаж (Джордан Леондопулос, Бад Смит, Эван А. Лоттман, Норман Гэй)
- Лучшая операторская работа (Оуэн Ройзман)
- Лучшая работа художника-постановщика (Билл Мэлли (постановщик), Джерри Вундерлих (декоратор))
- 1974 — номинация на премию Гильдии режиссёров Америки за лучшую режиссуру — Художественный фильм (Уильям Фридкин)
- 1974 — номинация на премию Гильдии сценаристов США за лучшую адаптированную драму (Уильям Питер Блэтти)
- 1975 — номинация на премию «BAFTA» за Лучший звук (Крис Ньюман, Росс Тэйлор, Роберт Кнадсон и другие)

## Оценка
Критик Стэнли Кауфман  в The New Republic написал: «Это самый страшный фильм, который я видел за последние годы. Единственный страшный фильм, который я видел за последние годы».
Эпизод фильма, когда Крис Макнил решила узнать источник странного шума на чердаке, занял 2-е место в рейтинге «Самых страшных моментов в кинематографе», по данным японского издания Play.com.
Серийный убийца Зодиак писал, что этот фильм «лучшая сатирическая комедия»  (англ. the best saterical comedy), которую он когда-либо видел.